# Acanthomysis platycauda
Acanthomysis platycauda är en kräftdjursart som först beskrevs av Pillai 1961.  Acanthomysis platycauda ingår i släktet Acanthomysis och familjen Mysidae. Inga underarter finns listade i Catalogue of Life.